# One Step Closer (песня Linkin Park)
«One Step Closer» (с англ. — «На шаг ближе») — дебютный сингл американской рок-группы Linkin Park, выпущенный 25 августа 2000 года; второй трек с их дебютного альбома Hybrid Theory. Благодаря этой песне Linkin Park попали в ротацию на мейнстрим рок-радиостанциях, поэтому она стала одной из самых узнаваемых песен группы.

## Видеоклип
Первые идеи съёмок клипа приписывают Джо Хану — изначально планировалось, что в видеоклипе группа будет выступать перед фанатами, однако от этой идеи отказались (тем не менее эта идея была воплощена в клипе на песню «Faint» с альбома Meteora). Режиссёром клипа стал Грегори Дарк. Местом съемок был выбран один из тоннелей метро Лос-Анджелесa, который находится на глубине 63 фута.
Видео начинается тем, что группа подростков, гуляющих в тёмном переулке, замечает странного человека в робе. Двое из них следуют за тем человеком, открывают дверь и попадают в мрачную комнату, где играет группа. Также в этом тоннеле присутствуют странные люди, которые занимаются боевыми искусствами. Где-то в середине песни подростки опрокидывают коробку, из-за чего их замечают. После этого они убегают. В конце видео можно заметить того странного человека в робе.
Любопытно, что «One Step Closer» — единственный клип группы, в котором не появляется Дэйв Фаррелл, поскольку он во время съёмок гастролировал со своей предыдущей группой Tasty Snax, которая играла песни в стиле панк-рок. Вместо него в клипe можно заметить Скотта Козиола, сессионного бас-гитариста Linkin Park, выступавшего вместе с группой на концертах во время отсутствия Фаррелла.

## Чарты
| Чарт (2000-01)                           | Позиция |
| ---------------------------------------- | ------- |
| Австралия (ARIA)                         | 4       |
| Австрия (Ö3 Austria Top 40)              | 38      |
| Германия (GfK)                           | 32      |
| Италия (FIMI)                            | 46      |
| Нидерланды (Single Top 100)              | 57      |
| Poland (LP3)                             | 16      |
| Швеция (Sverigetopplistan)               | 46      |
| Швейцария (Schweizer Hitparade)          | 42      |
| UK Singles (The Official Charts Company) | 24      |
| US Billboard Hot 100                     | 75      |
| US Billboard Mainstream Rock Tracks      | 4       |
| US Billboard Modern Rock Tracks          | 5       |

## Список композиций
| №  | Название               | Длительность |
| -- | ---------------------- | ------------ |
| 1. | «One Step Closer»      | 2:39         |
| 2. | «My December»          | 4:21         |
| 3. | «High Voltage» (Remix) | 3:45         |

| №  | Название                          | Длительность |
| -- | --------------------------------- | ------------ |
| 1. | «One Step Closer» (Album Version) | 2:39         |
| 2. | «One Step Closer» (Rock Mix)      | 2:37         |